# Tri-isopropilamina
Triisopropilamina é um composto orgânico (uma amina terciária) com fórmula C9H21N ou N(C(CH3)2H)3, consistindo de três grupos isopropila ligados a um átomo de nitrogênio. É um líquido incolor que ebule a 47 °C e 14Torr.

## Estrutura
No início dos anos 1990, estudos teóricos e análise da estrutura tridimensional por difração de elétrons da molécula, na fase gasosa ou em solventes não-polares, indicaram que as ligações entre o átomo de nitrogênio e os três átomos de carbono eram quase coplanares no estado fundamental, em vez de formar uma pirâmide trigonal como em aminas simples.